# Ленінський (Троїцький район)
Ле́нінський (рос. Ленинский) — селище у складі Троїцького району Алтайського краю, Росія. Входить до складу Біловської сільської ради.

## Населення
Населення — 102 особи (2010; 180 у 2002).
Національний склад (станом на 2002 рік):
- росіяни — 94 %